# Aerenea flavolineata
Aerenea flavolineata är en skalbaggsart som beskrevs av Julius Melzer 1923. Aerenea flavolineata ingår i släktet Aerenea och familjen långhorningar.
Artens utbredningsområde är Paraguay. Inga underarter finns listade i Catalogue of Life.